# 伊利沙伯皇后號郵輪
伊利沙伯皇后號（英語：RMS Queen Elizabeth）是一艘被冠以“皇家邮船”的远洋班轮。与瑪麗皇后號远洋班轮一起，她每周提供从英国南安普顿经法国瑟堡到美国纽约的豪华班轮服务。
它于约翰·布朗和他的公司在苏格兰克莱德班克建造于20世纪30年代中期时，该建筑被称为赫尔552号。
该船于1938年9月27日下水，以時任英國國王佐治六世的王后伊利沙伯命名，她在1952年成為王太后。伊利沙伯王后號是一艘比瑪麗王后號稍大一些的班轮，是当时以及之后56年里建造的最大的班轮。它也是迄今为止吨位最大的铆接船。她第一次服役是在1940年2月，在第二次世界大战中作为一艘运兵船服役，直到1946年10月她才作为一艘远洋班轮服役。
是1930年代末至1970年代初世界上最大和最豪華的远洋班轮，全長1,031英尺，排水量達83,600噸，有「大西洋第一夫人」之稱。其後該班轮由香港船商董浩雲購買改裝為海上學府，惟於1972年改裝臨近完成時發生大火完全焚毀，海上的「宇宙學府」計劃告吹。該火災是香港史上最大型的海上火災亦是唯一的「災難級大火」，釀成14人受傷。當時船隻停泊在青衣島和昂船洲之間，即現時九號貨櫃碼頭之位置
。

## 歷史
伊利沙伯皇后號於1938年9月27日於英國建成下水，第二次世界大戰期間曾用作運兵船，1946年起主要服務於大西洋兩岸。1971年，香港船商董浩雲斥資320萬美元購入該郵輪，計劃耗資1,200萬港元將其改裝成一所教育用途的流動大學，命名為「海上學府」。伊利沙伯皇后號於1971年7月到達香港，在青衣島和昂船洲之間對開海面進行改裝，當時港督戴麟趾曾上船參觀。

### 大火
海上學府原定於1972年1月15日試航。然而，啟航前6日（1月9日）上午11時30分，伊利沙伯皇后號在青衣島和昂船洲之間對開海面進行最後改裝時突然起火，消防處接報後，於中午12時06分列為一級火，當時最大的滅火輪葛量洪號、一號及二號消防船趕赴現場撲救，但發現火勢猛烈，於是在12時32分跳升為四級大火。雖動員130名消防員，但火勢依然無法控制，全船甲板以上已有80%的結構焚燒中，冒出龐大濃煙，香港消防處遂於下午1時30分發出香港史上唯一的災難級火災災情警報。由於火勢略為減弱，晚上20時26分，消防處宣佈取消災情警報。當時董浩雲之子董建華正在船上會議室主持會議，最後及時決定棄船和逃生，並與父親董浩雲通電話，泣告大火經過。船隻焚燒了24小時後以45度角傾側半浮沉載於水中，火燼於101.5小時後終告完全撲滅，1974至75年間被拆毀解體。
經調查所得，這場大火的起火原因是由於縱火所致，但查不到誰是真兇。

## 流行文化

### 電影
電影（1974）: 虛構伊利沙伯皇后號殘骸是英國秘密情報局的水底總部。

### 電視劇（麗的電視）
《大件事》第15集 - 火燒愛神號（1977）: 張瑛飾演董浩雲。

## 著名船員
- 駐船護士8名，華人與外國人各4名，其中有邵音音，後來成為香港電影演員。[9]